# 波萨尔穆罗
波萨尔穆罗，是西班牙卡斯蒂利亚-莱昂索里亚省的一个市镇。总面积37平方公里，总人口106人（2001年），人口密度3人/平方公里。